# Meuterei der Jagdflieger
Als Meuterei der Jagdflieger gilt ein Treffen, das auf Einladung von Reichsmarschall Hermann Göring zur Aussprache mit führenden Luftwaffenoffizieren am 19. Januar 1945 stattfand. Es endete in massivem Streit, welcher in dieser direkten Art äußerst selten im Dritten Reich stattfand.

## Geschichte
Im Vorfeld dieses Treffens fand eine Tagung von Luftwaffenoffizieren in Berlin-Gatow vom 6. bis 12. November 1944 statt. Dort wurde Göring, ebenfalls in Bezug auf die alliierte Luftüberlegenheit und Meinungsverschiedenheiten in strategischen Fragen, persönlich kritisiert. Nach dem Fiasko des Unternehmens Bodenplatte wurden die Gegensätze noch deutlicher und man forderte die Absetzung des Reichsmarschalls zugunsten von Robert Ritter von Greim. Daraufhin lud Göring Flieger wie Adolf Galland und Günther Lützow zu einem Gespräch ins Haus der Flieger, welches ebenfalls im Streit endete. Göring drohte Lützow mit Erschießung und verließ den Raum. Die noch Anwesenden rechneten mit Verhaftung oder Strafe. Beides blieb aus. Jedoch wurde der General der Jagdflieger Adolf Galland seines Postens enthoben und durch Gordon M. Gollob ersetzt.
Anfang Februar 1945 billigte Hitler die von Galland geforderte Aufstellung des Jagdverbandes 44 mit Düsenjägern vom Typ Messerschmitt Me 262, der von München-Riem aus zu operieren begann.